# Pyhtää
Pyhtää (in svedese Pyttis) è un comune finlandese di 5117 abitanti, situato nella regione del Kymenlaakso.

## Arcipelago
Al comune di Pyhtää appartengono diverse isole componenti l'arcipelago di Kotka. In particolare nell'isola di Kaunissaari è presente un vecchio villaggio di pescatori risalente al XIX secolo, in cui è stato costruito il saaristolaismuseo (lett. "museo degli isolani").

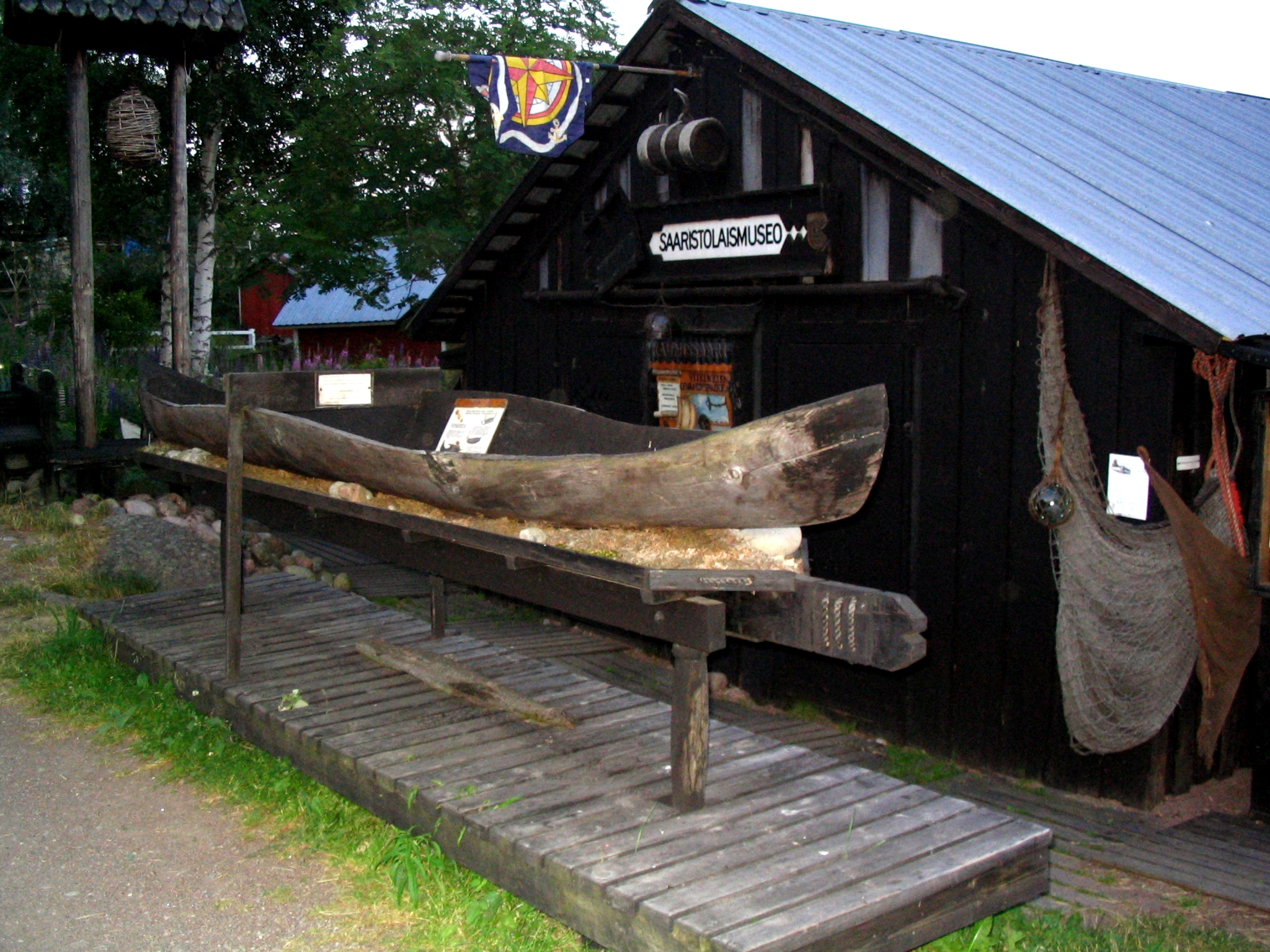
Il saaristolaismuseo

## Società

### Lingue e dialetti
Le lingue ufficiali di Pyhtää sono il finlandese e lo svedese, e 2,6% parlano altre lingue.
| %     | Ripartizione linguistica (gruppi principali) |
| ----- | -------------------------------------------- |
| 8,3%  | madrelingua svedese                          |
| 89,1% | madrelingua finlandese                       |